# Robert Lindsay (29e comte de Crawford)
Pour les articles homonymes, voir Robert Lindsay et Lindsay.
Robert Alexander Lindsay (né le 5 mars 1927 et mort le 18 mars 2023 à Balcarres House (Fife, Écosse)) est un pair héréditaire écossais et un homme politique conservateur britannique.
Fils aîné de David Lindsay (28e comte de Crawford) et 11e comte de Balcarres, il hérite des titres de famille en 1975. Lord Crawford et Balcarres est le premier comte d'Écosse et chef du clan Lindsay.

## Biographie

### Jeunesse
Robert Lindsay fait ses études au Collège d'Eton et au Trinity College de Cambridge.

### Carrière
De 1945 à 1948, Robert Lindsay sert dans les Grenadier Guards. Il est attaché honoraire à l'ambassade britannique à Paris de 1950 à 1951, puis travaille pour le département de recherche conservateur .
Il est élu pour le Parti conservateur à Hertford lors des élections générales au Royaume-Uni de 1955 et est secrétaire parlementaire privé de Henry Brooke jusqu'en 1959. De 1959 à 1965, il est président de l'Association des conseils de district rural et de 1963 à 1970, il est président de l'Association nationale pour la santé mentale .
Pendant que le Parti conservateur est dans l'opposition, il est porte-parole des Affaires étrangères de 1965 à 1967, puis rejoint le cabinet fantôme en tant que porte-parole des services sociaux. Après la victoire du parti aux élections générales au Royaume-Uni de 1970, il est ministre d'État à la Défense, puis à partir de 1972, ministre d'État aux Affaires étrangères et du Commonwealth .
Il se présente Welwyn et Hatfield aux élections générales de février 1974 au Royaume-Uni, remportant de justesse le siège, mais il est battu aux élections générales d'octobre. Il reçoit une pairie à vie en tant que baron Balniel, de Pitcorthie dans le comté de Fife, en janvier 1975 avant de devenir comte de Crawford en décembre de la même année. Après l'adoption de la House of Lords Act 1999, il siège chez les Lords en vertu de sa pairie à vie . Il prend sa retraite de la Chambre des lords le 28 novembre 2019.
Crawford est nommé premier commissaire aux successions de la Couronne de 1980 à 1985. Il est nommé Chevalier Grand-Croix de l'Ordre royal de Victoria dans la liste des distinctions spéciales publiées après la mort de la reine mère.